# بخش تروی (شهرستان ریچلند، اوهایو)
بخش تروی (به انگلیسی: Troy Township) یک منطقهٔ مسکونی در ایالات متحده آمریکا است که در شهرستان ریچلند، اوهایو واقع شده‌است.
 بخش تروی ۶۰٫۹ کیلومتر مربع مساحت و ۶٬۴۴۹ نفر جمعیت دارد و ۳۶۰ متر بالاتر از سطح دریا واقع شده‌است.